# Vague de froid de 2014 en Amérique du Nord

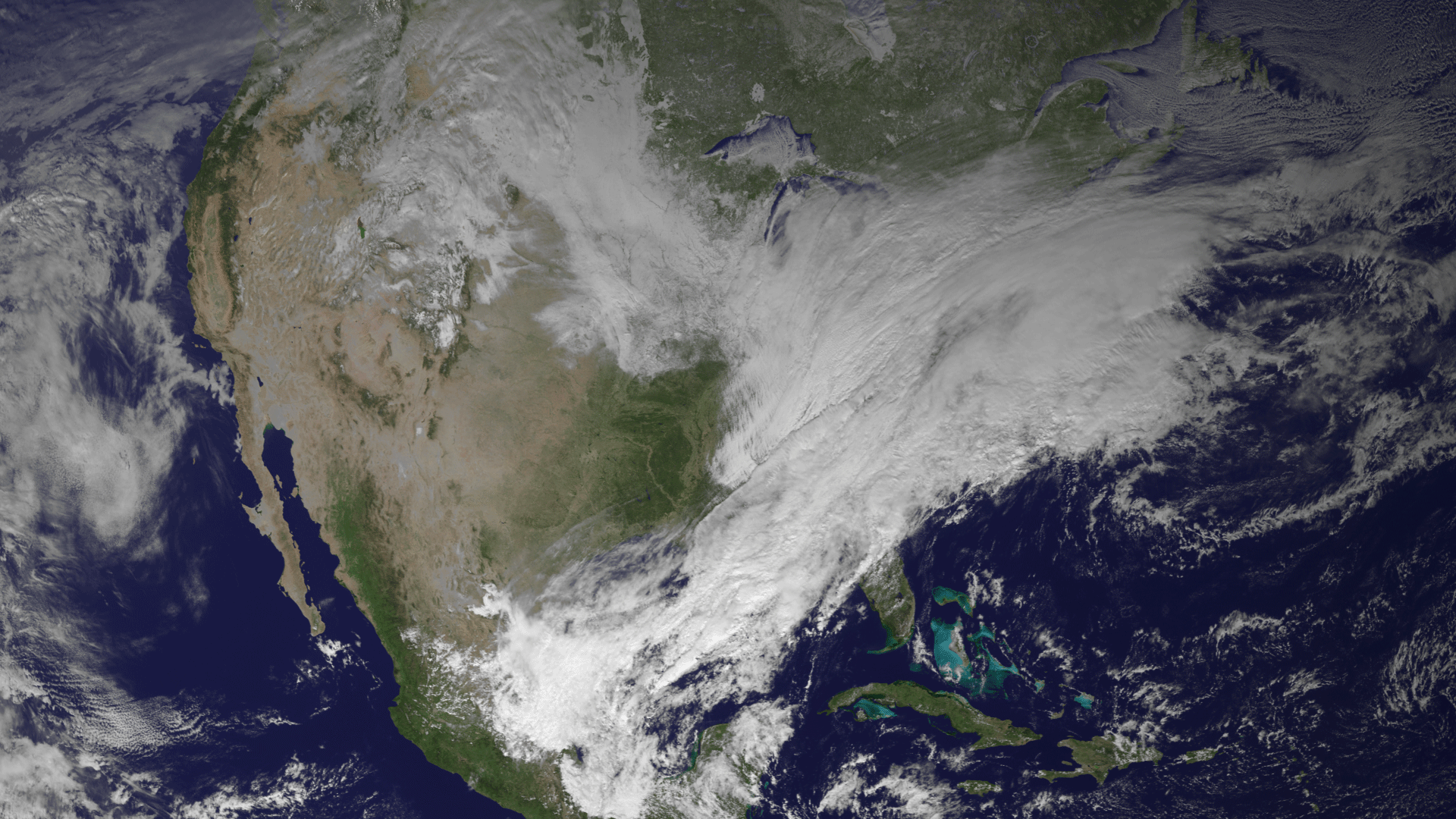
Image satellite du vortex polaire, le 2 janvier 2014.

La vague de froid de 2014 en Amérique du Nord est une sévère vague de froid ayant frappé le Canada et l'Est des États-Unis du 2 au 14 janvier 2014 ; elle s'étendait depuis les Montagnes Rocheuses jusqu'au sud de la Floride centrale. Un front froid polaire, à l'origine associé à une « tempête du nordet », traverse le Canada et les États-Unis le 2 janvier 2014, et cause de très fortes chutes de neige. De très basses températures sont historiquement atteintes, ce qui mène à la fermeture de nombreuses sociétés, d'établissements scolaires, de routes et de vols aériens,,,. 
Approximativement 187 millions de personnes ont été affectées aux États-Unis, en plus des résidents canadiens situés entre les frontières est de l'Alberta et ouest du Québec.

## Températures
De nombreux endroits à travers le Canada et les États-Unis recensent des records de température.

### États-Unis

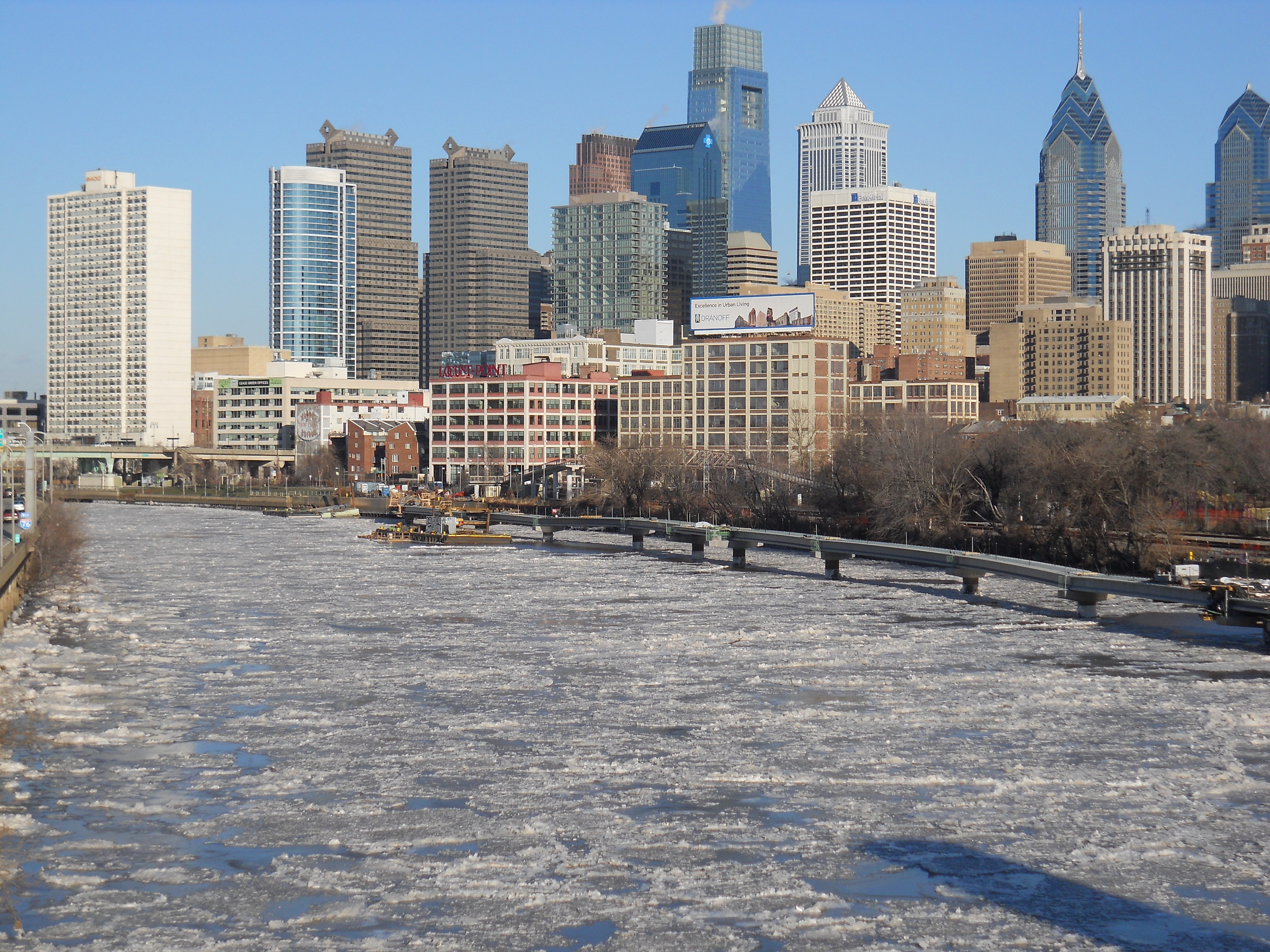
La Schuylkill, à Philadelphie, gelée par les températures glaciales.

L'air froid s'étend depuis Tampa (Floride) jusqu'au Texas Panhandle. De nombreux records de basses températures ont été enregistrés. Le 5 janvier 2014, Green Bay (Wisconsin) compte −27,8 °C. Le précédent record à cet endroit a été enregistré en 1979.
Le 6 janvier 2014, les températures affichées dans le Midwest américain sont plus froides que celles du pôle Nord, avec −28,9 °C, et celles du Pôle Sud, avec une température matinale de −21,1 °C. Dans la même journée, Babbitt, dans le Minnesota, est enregistré comme le lieu le plus froid du pays avec −38,4 °C, et la température minimale de l'aéroport international O'Hare de Chicago est ressentie à −26,7 °C. Les précédents records datent de 1884 avec −25,6 °C, et de 1988,. Le National Weather Service adopte le hashtag #Chiberia sur le réseau social Twitter (un jeu de mots entre « Chicago » et « Sibérie ») désignant la vague de froid qui s'abat sur Chicago, et en devient également le terme médiatique local,. La nuit du 6 janvier, Détroit atteint une température minimale record de −25,6 °C. La température maximale ressentie est de −18,4 °C le 7 janvier, sixième jour consécutif à atteindre des niveaux en-dessous de zéro en 140 ans. Le 7 janvier 2014, la température au Central Park de New York, est ressentie à −15,6 °C, le précédent record datant de 1896.

### Canada
Comme pour le Midwest américain, le Canada recense des températures inférieures à celles du pôle Nord. Certains lieux recensent même des températures plus froides que celles des régions équatoriales sur Mars, sur laquelle la température minimale a été enregistrée à −29 °C. Le 5 janvier, la température minimale à Saskatoon atteint −28,4 °C. Le 6 janvier, Winnipeg est la ville la plus froide du Canada avec −28 °C. Le 7 janvier 2014, une température minimale record est enregistrée à Hamilton (Ontario) avec −24 °C. London (Ontario) recense −25 °C.

## Conditions météorologiques liées
De fortes pluies et chutes de neige sont survenues depuis l'arrivée du froid polaire. Des vents glaçants soufflent et rendent le ressenti des températures plus froid. Des alertes aux chutes de neige, pluies verglaçantes, formations de glace et au blizzard ont été émises à plusieurs endroits, dont les Grands Lacs.

### États-Unis
Aux États-Unis, le front froid apparaît et la seconde tempête de neige, nommée Ion par The Weather Channel, traverse les Grands Lacs le 5 janvier 2014. De l'air en provenance de l'Arctique fait chuter la température de New York à −15,6 °C le 7 janvier, un record depuis 116 ans. À cause des pluies verglaçantes, un avion de la compagnie aérienne Delta Airlines glisse et percute une congère alors qu'il se trouvait sur une voie d'accès aux pistes à l'aéroport international John-F.-Kennedy, sans faire aucun blessé,. Le froid polaire associé aux tempêtes de neige a forcé la fermeture des routes, et des annulations et retards de vols aériens.
Le sud-est du Michigan rapporte 13 à 46 cm de neige. La ville de Hell, au Michigan, enregistre des chutes de températures à −17 °C. Les chutes de neige sont mois intenses au sud, avec 1,3 et 5,1 cm de neige dans le Tennessee. En partie liées à la vague de froid, des températures inférieures à zéro ont été enregistrées dans les 50 États du pays.

### Canada
Au Canada, la pluie et les événements neigeux du 5 et 6 janvier 2014, s'achèvent brièvement. Le sud-ouest de l'Ontario souffre de bourrasques de neige durant les 6 et 7 janvier. Les Territoires du Nord-Ouest et le Nunavut ne font l'expérience d'aucun véritable record de froid, mais ils sont frappés par un blizzard record le 8 janvier,. La majeure partie de l'Ontario et du Québec ont été placés en vigilance. Les autoroutes au sud-ouest de l'Ontario ont été fermées à cause des violentes bourrasques de neige. Les températures locales à Montréal atteignent seulement −24 °C le 6 janvier, et d'autres lieux au Québec ont atteint −34,5 °C la nuit du 2 au 3 janvier, avec −41 °C pendant la nuit du 25 au 26 décembre, qui représentent presque un record, mais qui ne semblent pas être liées à la vague de froid. À Rouyn-Noranda, la température record affiche −43 °C ; avec un refroidissement éolien, la température ressentie était de −52 °C.
Pratiquement tout le Canada frappé par la vague de froid a également été frappé par des vents de 30 à 40 km/h. Dans certaines zones, comme au lac Érié, ces vents ont atteint 70 km/h, avec un pic de 100 km/h. Certains endroits en Ontario, comme le lac Ontario et le fleuve Saint-Laurent, ont été frappés par des cryoséismes ou tremblements de glace.

### Europe
La première tempête associée à la vague de froid traverse l'Atlantique et atteint les îles Britanniques. La tempête est nommée Christina par l'université libre de Berlin. Elle a causé des vents atteignant 70 milles par heure (113 km/h), des vagues déferlantes et des centaines d'inondations.

## Impact
Par suite du froid extrême, de nombreux vols aériens ont été annulés et les transports lourdement affectés. De nombreuses coupures d'électricité ont également été dénombrées.

### États-Unis

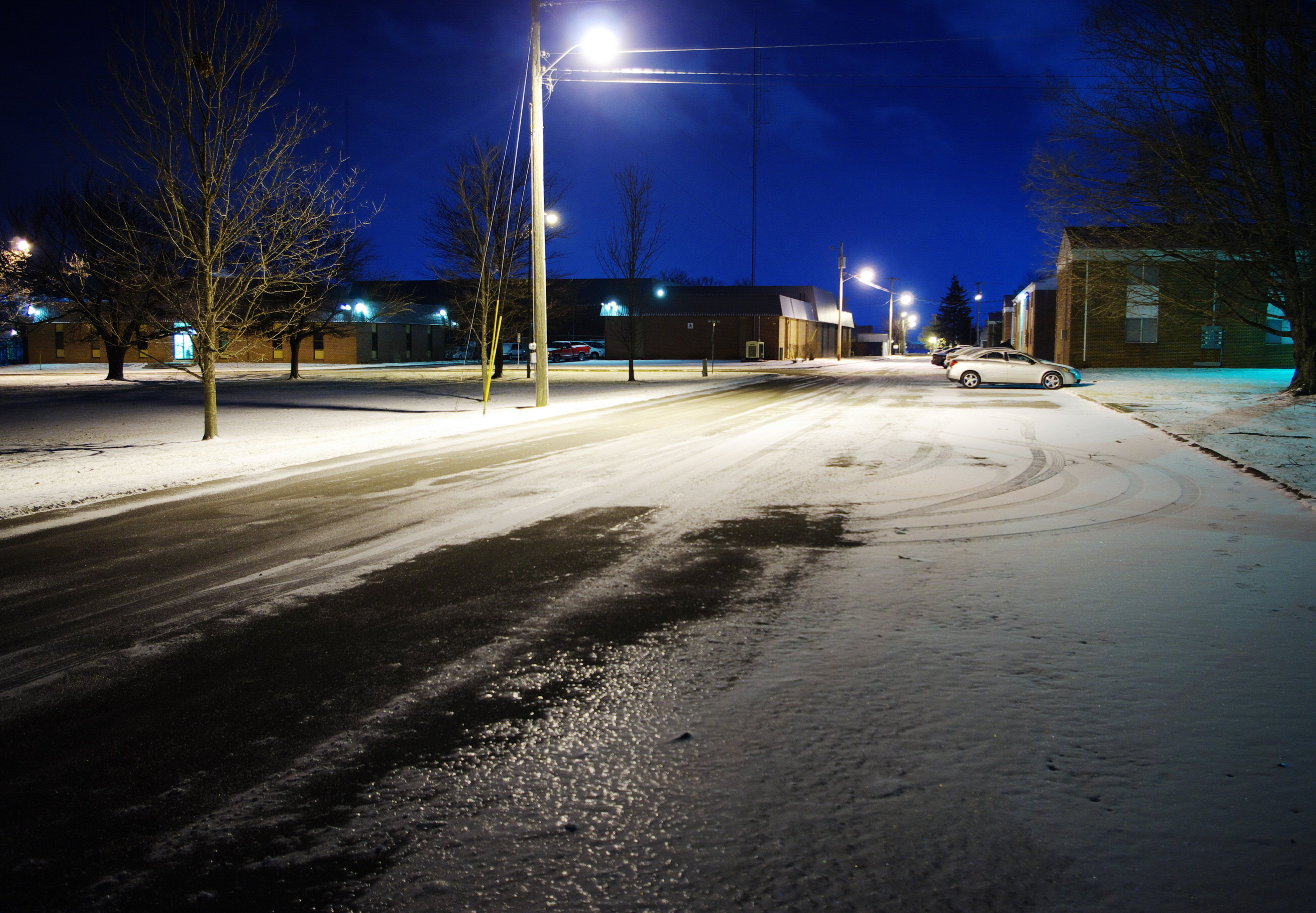
Chutes de neige dans le Tennessee.

La vague de froid cause 13 à 16 décès liés aux conditions routières dangereuses et au froid extrême,,. Près de 3 600 vols ont été annulés le 6 janvier. Il y a également eu des retards pour les aéroports qui ne possédaient pas d'équipement de dégivrage. À l'aéroport international O'Hare de Chicago, les réacteurs des avions, notamment, ont littéralement gelés. Amtrak annule ses services pour Chicago, à cause de fortes chutes de neige et des températures extrêmement basses ; trois trains de la société se sont arrêtés le 6 janvier, à 80 miles à l'ouest de Chicago, près de Mendota (Illinois), à cause du givre sur les rails. Les 500 passagers à bord ont continué en bus jusqu'à Chicago,. Un autre train de la société Amtrak était bloqué à Kalamazoo (Michigan) pendant 8 heures, en partance de Détroit pour Chicago. La compagnie Metra (RER de Chicago) rapporte également de nombreux accidents. Détroit a dû fermer son People Mover à cause des basses températures le 7 janvier.
Entre le 5 et le 6 janvier, les températures ressenties le lundi 6 janvier à Nashville atteignent −12,8 °C. Pendant la vague de froid, 1 200 foyers à Nashville et 7 500 dans le comté de Blount étaient privé d'électricité,. La Tennessee Emergency Management Agency déclare l'état d'urgence. 24 000 résidents ont été privés d'électricité dans l'Indiana, l'Illinois, et le Missouri.

### Canada
Une panne de courant en Terre-Neuve, le 5 janvier, prive 190 000 foyers d'électricité. Le courant est rétabli le lendemain. Les vols aériens à Montréal et Ottawa ont été retardés, d'autres ont été annulés à l'Aéroport international Pearson de Toronto, par suite de problèmes de dégivrage,. ExpressJet, société partenaire d'United Airlines, annule ses vols en provenance et en partance de Winnipeg, à cause des basses températures extrêmes et de problèmes liés au dégivrage. Cependant des vols d'autres compagnies pour Winnipeg ont été assurés avec différents équipements.

## Réactions
Au Minnesota, les écoles publiques ont été fermées par ordre du gouverneur Mark Dayton. Dans l'Indiana, toutes les routes ont été fermées dans 50 des comtés de l'État. Tous les véhicules, à l'exception des véhicules d'urgence, étaient interdits d'accès
Dans le Michigan, le maire de Lansing, Virg Bernero, émet une alerte aux chutes de neige, et conseille aux résidents de ne pas emprunter la route sauf par nécessité. Dans le Wisconsin, presque tous les établissements scolaires ont été fermés du 6 au 7 janvier. Dans l'Ohio, les écoles ainsi que les Columbus City Schools et Cleveland Metropolitan School District ont été fermés. L'université d'État de l'Ohio a également été fermée, pour la première fois en 36 ans, du 6 au 7 janvier.

### Canada
Les écoles au sud-ouest de l'Ontario et du Manitoba rural ont été fermées à cause des températures extrêmes, de fortes rafales de vent, et des chutes de neige. Toronto et Hamilton émettent des alertes aux froid extrême, et construisent des abris temporaires pour les sans-abris.